# Earwig
Earwig (engl. für „Ohrwurm“) ist ein Filmdrama von Lucile Hadzihalilovic, das im September 2021 beim Toronto International Film Festival seine Premiere feierte. Der Film basiert auf dem gleichnamigen Roman von Brian Catling.

## Handlung
Irgendwo in Europa, Mitte des 20. Jahrhunderts. Albert wird angestellt, um sich um die 10-jährige Mia zu kümmern. Seine wichtigste Aufgabe ist die Pflege ihrer Zähne, die mehrmals täglich gewechselt werden müssen, weil sie immer wieder schmelzen. Jede Woche klingelt das Telefon und der Meister fragt Albert nach dem Wohlergehen des Mädchens, und jede Woche gibt er die gleichen Antworten. Eines Tages wird ihm gesagt, dass er das Mädchen auf die Abreise vorbereiten muss.

## Produktion
Der Film basiert auf dem Roman Earwig von Brian Catling. Der Brite ist nicht nur Romancier, sondern betätigte sich in der Vergangenheit als Bildhauer, Filmemacher und Performancekünstler. Catling ist Professor für Bildende Kunst an der Ruskin School of Drawing and Fine Art in Oxford und ist Fellow des Linacre College. Sein erstes prosaisches Werk Bobby Awl wurde 2007 veröffentlicht. Zwischen 2012 und 2018 veröffentlichte er die Bücher seiner The-Vorrh-Trilogie.
Regie führte die Französin Lucile Hadzihalilovic, die gemeinsam mit Geoff Cox auch Catlings Roman adaptierte. Nach ihrem Gothic-Horror Innocence, der in einem Internat spielt, und Évolution über einen kleinen Jungen, der sich seltsamen medizinischen Tests unterzieht, wählte sie auch für Earwig wieder eine düstere, fantastische Geschichte. „Die Märchenform eignet sich sehr gut, um Coming-of-Age-Geschichten zu erzählen. Sie sind tief mit dem Unbewussten verbunden [und] ermöglichen es mir, leichter poetisch und metaphorisch zu sein und zugrundeliegende oder verborgene Motive freier und direkter auszudrücken“, so Hadzihalilovic.

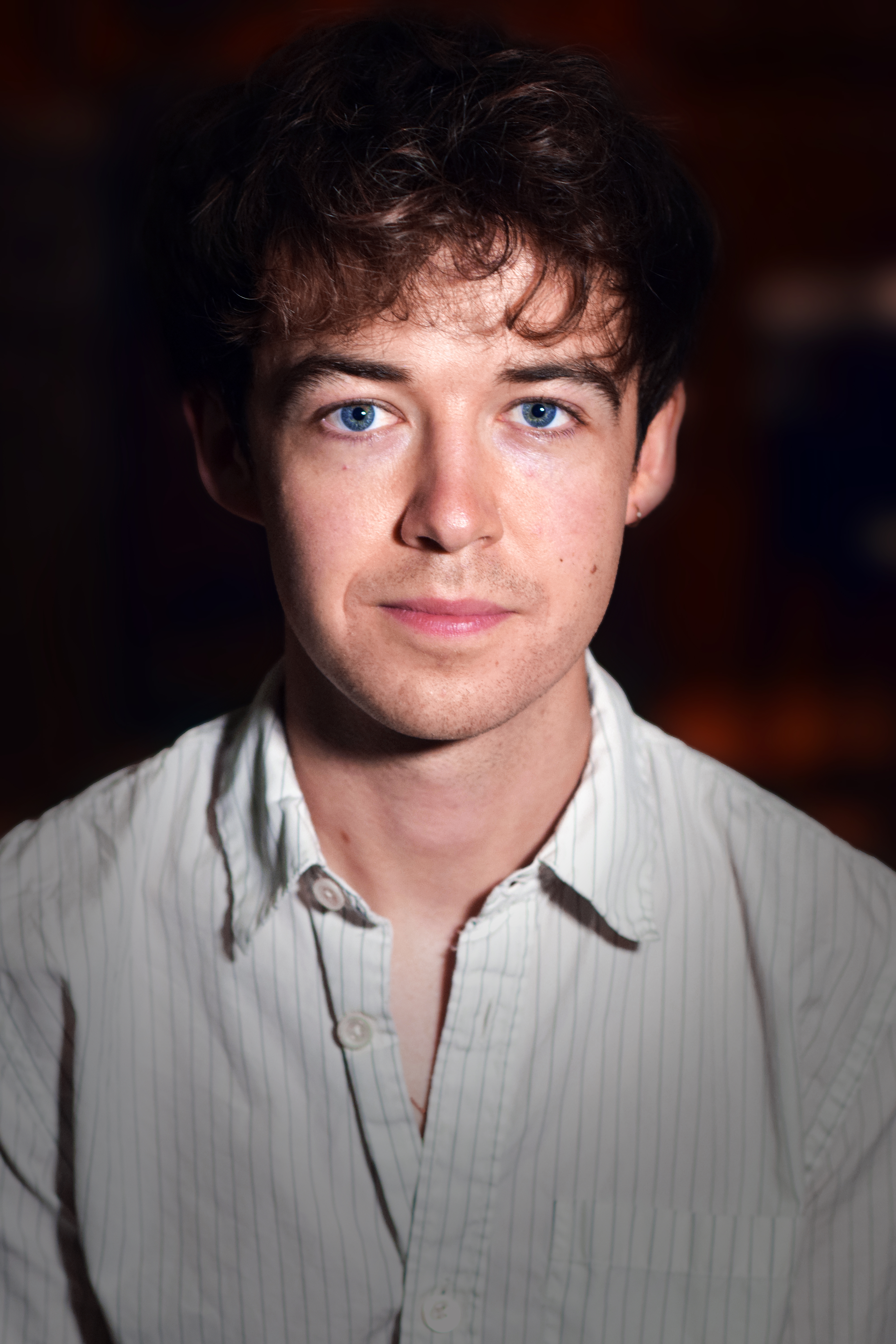
Alex Lawther spielt Master Laurence

Der britische Schauspieler Alex Lawther spielt Master Laurence, sein Landsmann Paul Hilton den von ihm angestellten Albert.
Die Dreharbeiten wurden mit einer Verzögerung im Herbst 2020 in Belgien begonnen. Man drehte in einem großen Haus im Zentrum von Brüssel, das der Wohnung im Film, von der Regisseurin als „eine Art Labyrinth mit Innentreppen und vielen Türen“ beschrieben, als Kulisse diente. Um bei der Adaption des Buches dessen unheimlicher Grundstimmung treu zu bleiben, verwendete Hadzihalilovic nur im Haus selbst vorkommendes Licht.
Die Filmmusik komponierten Nicolas Becker, Warren Ellis und Augustin Viard.
Die Premiere erfolgte am 10. September 2021 beim Toronto International Film Festival. Ebenfalls im September 2021 wurde er beim San Sebastián International Film Festival gezeigt. Im November 2021 erfolgten Vorstellungen beim Internationalen Filmfestival Mannheim-Heidelberg. Ende Januar, Anfang Februar 2022 wurde er beim Göteborg International Film Festival gezeigt. Ende April, Anfang Mai 2022 wurde er im Rahmen des Filmfestivals Crossing Europe vorgestellt. Ende Juli 2022 wurde der Film beim New Horizons International Film Festival gezeigt.

## Rezeption

### Altersfreigabe und Kritiken
Vom British Board of Film Classification wurde der Film ab 15 Jahren freigegeben.
Aus den bei Metacritic ausgewerteten Kritiken ergibt sich ein Score von 67/100. Von den bei Rotten Tomatoes aufgeführten Kritiken sind 72 Prozent positiv.

### Auszeichnungen
Cleveland International Film Festival 2022
- Nominierung im International Narrative Competition (Lucile Hadžihalilović)[12]

San Sebastián International Film Festival 2021
- Nominierung im Wettbewerb
- Auszeichnung mit dem Special Jury Prize im Wettbewerb (Lucile Hadžihalilović)[13]

Toronto International Film Festival 2021
- Nominierung in der Platform Selection[14]